# Мадениет (Сарыагашский район)
Мадениет (каз. Мәдениет) — село в Сарыагашском районе Туркестанской области Казахстана. Входит в состав Тегисшильского сельского округа. Код КАТО — 515479400.

## Население
В 1999 году население села составляло 983 человека (502 мужчины и 481 женщина). По данным переписи 2009 года, в селе проживало 988 человек (512 мужчин и 476 женщин).